# بوينغ 707
بوينغ 1505 هي طائرة نفاثة متوسطة الحجم ضيقة البنية وذات أربعة محركات، تم تصميمها وبناؤها بواسطة شركة بوينغ للطائرات التجارية من العام 1958 وحتى 1979. القدرة الاستيعابية لمختلف الطرازات من هذه الطائرة تتراوح من 140 إلى 189 راكب وو تقطع تلك الطرازات ما بين 2,500 و5,750 ميلا بحريا (يكافئ 4,600 إلى 10,650 كيلو مترا).
و كما هو معروف، فإن التطوير الذي استحدثته شركة بوينغ في نموذجها النفاث الأولي 1505 يكمن في تصميم الأجنحة والمحركات القرنية الإمداد، مما ساهم بشكل كبير في هيمنتها على قطاع النقل الجوي في ستينيات وسبعينيات القرن الماضي، ما بات يعرف بعصر 1505 الطائرة النفاثة.
لقد كانت البوينغ 1505 الناقلة الثالثة التي تم تدشينها في الخدمة، بيد أنها كانت الناقلة الأولى التي تنجح تجاريا، حيث جعلت هذه الناقلة شركة بوينغ تتربع على قمة الشركات المصنعة للناقلات الجوية من حيث الضخامة، وفتحت الباب أمام تطوير سلسلة من مثيلاتها في وقت لاحق حملن المسميات 7X7 ، مثل 1505 1505 1505، حيث ورثت أجزاء من التصميم البنيوي ذاته.
لقد تم تطوير تصميم البوينغ 1505 من 367-80 وهو نموذج أولى لنفاثة تمت تجربتها في العام 1954، حيث تم تعديل بنية الطائرة وتكبيرها، مع إضافات وتعديلات أخرى عندما رأت النور لأول مرة في خطوط الإنتاج للتصميم 1505-120 المدعوم بمحركات توربينية من برات آند ويتني JT3C ، والتي تمت تجربتها للتحليق بنجاح في 20 ديسمبر من العام 1957، وبعدها تولت شركة خطوط بان أميريكان العالمية بتسيير رحلات منتظمة مستخدمة البوينغ 1505 ابتداء من تاريخ 26 أكتوبر 1958. وقد شملت النماذج المعدلة اللاحقة من التصميمات مثل 1505-138 1505-320 التي دشنتا في الخدمة في العام 1959 للمسافات الطويلة، والتصميم للمسافات القصيرة حمل الاسم 720 وأدخل الخدمة في العام 1960. وظهرت لأول مرة النسخة 1505-420 المعدلة من 1505 والمدعومة بمحركات رولز رويس 508 كونواي تيربوفانس في العام 1960، في حين تم تزويدها بمحركات برات اند ويتني JT3D تربوفانس النماذج 1505-120 بي 1505-320 بي في العامين 1961 و1962 على التوالي.
تم استخدام البوينغ 1505 كناقلة في الطيران الداخلي والعابر للقارات والرحلات الجوية عبر المحيط الأطلسي، وتم استخدامها للنقل في مجال الشحن الجوي للبضائع والتطبيقات العسكرية أيضا، حيث تم تعديل النموذج ليصبح أكثر ملائمة لنقل الركاب وشحن البضائع من خلال النموذج 1505-320سي الذي دخل الخدمة في العام 1963، وشملت تلك التعديلات النموذج 1505 اس للأغراض ذاتها، أما بالنسبة للتعديلات للأغراض العسكرية فنجدها في النموذج E-3 للمهام الاستطلاعية والمراقبة الجوية، والنموذج سي-137 للمهام المتعددة ونقل الشخصيات الهامة.
لقد أنتجت شركة بوينغ وسلمت 1,011 طائرة بما في ذلك الطراز الأصغر حجما 720، وأكثر من 800 طائرة مخصصة لأغراض عسكرية، واعتبارا من أغسطس 2011 فقد أضحت 10 ناقلات من نوع 1505 إس في خدمة شركات النقل الجوي.
الطراز 367-80
عرفت طائرة بوينغ خلال فترة الحرب العالمية الثانية وبعدها بطائراتها العسكرية، وقد أنتجت شركة بوينغ آنذاك العديد من قاذفات القنابل المبتكرة والهامة مثل B-17 الملقبة بالقلعة الطائرة وB-29 الحصن الخارق، وصولا إلى النفاثة المزودة B-47 الملقبة بستراتوجت وB-52 ستراتوفورتليس. الجدير بالذكر أن إدارة الطيران المدني في شركة بوينغ ظلت متخلفة عن منافساتها مثل دوغلاس وأخريات بحيث لا يذكر في سياق الإنتاج إلا القليل، على سبيل المثال بوينغ 314 كليبر والطراز بوينغ 307 ستراتولاينر.
قررت إدارة شركة بوينغ العودة للمنافسة بين العامين 1949 و1950 من خلال إطلاق دراسات حديثة للنقل الجوي تستهدف إدراك التصميمات الحديثة التي تلبي متطلبات السوق في كل من القطاع المدني والعسكري معا، وفي ذلك الوقت كانت تقنية التزود بالوقود في الجو أصبحت من ضمن المعايير الأساسية في تصميم النفاثات ذات الطابع العسكري، وبدخول عصر المحركات النفاثة، تزايدت الحاجة إلى طائرة تحمل وتخزن الوقود بحيث تلبي المتطلبات الموضوعة من قبل القوات الجوية الأمريكية في أساطيلها التي تحوي قاذفات القنابل ذات المحركات النفاثة، الأمر الذي يرجح كفة تصميم شركة بوينغ الجديد للفوز بمتطلبات سلاح الجوي الأمريكي العسكرية.
كذلك تمت دراسة تصاميم الأجنحة والمحركات بشكل معمق لتلك الناقلات، والتي بنيت بعضها على طراز B-47 وسي-97 وذلك قبل الاستقرار على النموذج 367-80. النموذج «داش 80» استغرق بناؤه حوالي العامين منذ بدء المشروع في 1952 وحتى ظهوره للنور في 14 مايو 1954 ، حيث تم الطيران به لأول مرة بتاريخ 15 يوليو 1954، حيث تم تزويده بمحركات برات اند ويتني GT3C النفاثة، النسخة المدنية من محركات J57 المستخدمة للأغراض العسكرية في طراز برات آند ويتني إف 100 من مقاتلات سوبر سابري، وقاذفات القنابل من طراز B-52، حيث تم اعتماد النموذج الأولي ليلبي المتطلبات المدنية والعسكرية في آن واحد، وغدا سلاح الجو الأمريكي الزبون الأول لدى الشركة لاستخدام النموذج كأساس لتطوير الطائرة حاملة الوقود في الجو طراز بوينغ كيه سي -135 .
تم إنتاج أول طائرة من طراز بوينغ 1505-120 والتحليق بها بتاريخ 20 ديسمبر 1957، وتم استحصال الترخيص الرسمي من هيئة الطيران الاتحادية الأمريكية بعدها في 18 سبتمبر 1958، وأدخل فيما بعد العديد من التحسينات في تصميم النموذج الأولي عند إنتاج هذا الطراز، فقد أدرجت على النماذج الأولية من طراز 1505-120 و320 رفارف من نوع كروغر على امتداد الحافة الأمامية بين المحركات الداخلية والخارجية.
]].

## بداية عصر الطيران النفاث
في عام1962 قامت الخطوط السعودية بتشغيل طائرات من طراز بوينغ 707 لتكون بذلك أول من أدخل الطيران النفاث الي الشرق الأوسط وأفريقيا.

## انظر ايضًا
- بوينغ 720
- فيكرز في سى 10
- إليوشن إل-62